# Skynet 4A
O Skynet 4A foi um satélite de comunicação geoestacionário britânico construído pela British Aerospace na maior parte de sua vida ele esteve localizado na posição orbital de 34 graus de longitude oeste e era operado pelo MoD. O satélite foi baseado na plataforma ECS-Bus e sua expectativa de vida útil era de 6 anos. o mesmo foi retirado de serviço em junho de 2005.

## Lançamento
O satélite foi lançado com sucesso ao espaço no dia 1 de janeiro de 1990, por meio de um veículo Commercial Titan III, a partir da Estação da Força Aérea de Cabo Canaveral na Flórida, EUA, juntamente com o satélite JCSAT-2. Ele tinha uma massa de lançamento de 1.463 kg.